# Львівська обласна бібліотека для юнацтва імені Романа Іваничука
Льві́вська о́бласна бі́бліотека для́ ю́нацтва імені Романа І́ваничука — це культурно-інформаційний заклад для молоді та юнацтва. Бібліотека виконує функції науково-методичного та координаційного центру для бібліотек області, що обслуговують молодь та юнацтво. Користувачем бібліотеки може стати кожен.
Бібліотека знаходиться у історичній кам'яниці — колишньому палаці латинських архієпископів, що на площі Ринок, 9 та займає два поверхи будівлі. Фондосховище бібліотеки знаходиться у історичному будинку — колишній кам'яниці Бернатовичівській, на площі Ринок, 8.
Часто входить у списки найкрасивіших бібліотек міста. 

## Історія бібліотеки

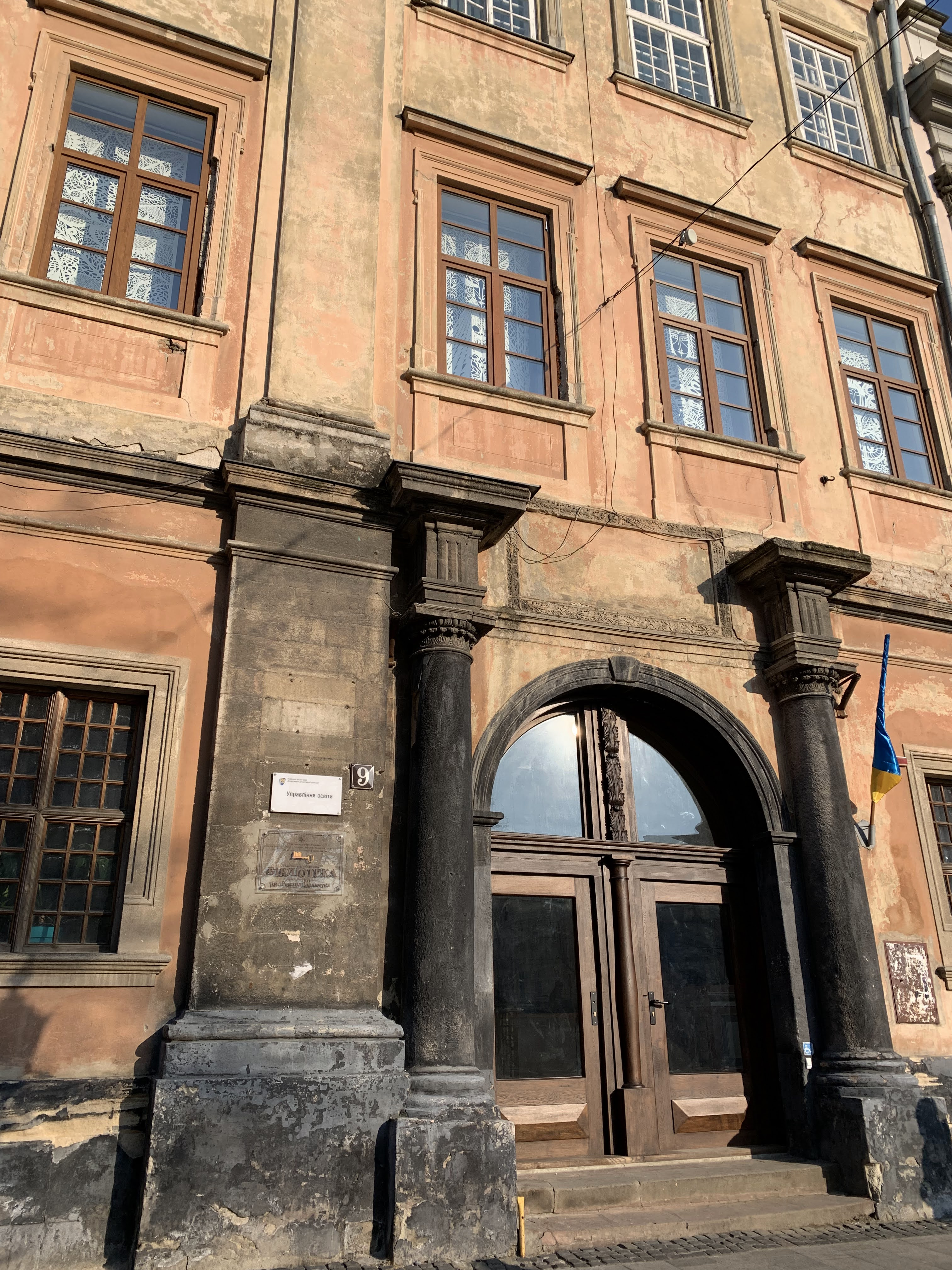
Фасад бібліотеки імені Романа Іваничука (площа Ринок, 9)

- 1957 року в приміщенні палацу латинських архієпископів, що на площі Ринок, 9 у Львові була відкрита міська бібліотека для молоді.
- 1958 року, з нагоди чергової річниці комсомолу, бібліотеці було присвоєне ім'я 40-річчя ВЛКСМ.
- 1976 року на базі міської бібліотеки для молоді створена Львівська обласна державна бібліотека для юнацтва.
- 24 січня 2017 року бібліотека рішенням сесії Львівської обласної ради стала комунальним закладом Львівської обласної ради «Львівська обласна бібліотека для юнацтва»,[3] також цим рішенням змінився керівник установи.[4]
- 5 червня 2018 року Львівській обласній бібліотеці для юнацтва присвоєно ім'я письменника Романа Іваничука.[5]
- 4 травня 2019 року директору бібліотеки Тетяні Миколаївні Пилипець присвоєно почесне звання «Заслужений працівник культури України».[6]
- 2021 рік — бібліотека визнана кращою бібліотекою року у щорічному конкурсі Української бібліотечної асоціації.[7]

## Фонд
Загальний бібліотечний фонд становив 87 125 примірників (станом на 01.01.2019). Надходження 2 551 примірників (у 2018 році). У фонд бібліотеки Наталкою Іваничук передана частина приватної книгозбірні письменника Романа Іваничука.
Закупівля видань Романа Іваничука у 2018 році — 1 545 примірників для бібліотек області, ЦБС та ОТГ.
Колекція англомовної літератури, що включає збірку художніх та навчальних книг. Окрім цього є колекція платівок.
Бібліотека регулярно отримує поповнення, як одна з найактивніших за програмою поповнення фондів публічних бібліотек Українського інституту книги.

## Проєкти
У бібліотеці відбуваються зустрічі з авторами, презентації книг, поетичні батли, перформанси.

### ЗаЖиве
Директорка бібліотеки Тетяна Пилипець з друзями активно запрошують до спілкування «живі» книги — успішних і зреалізованих людей, які надихають (Тарас Тополя, Мирослава Ґонґадзе, гурт «Один в каное», Петро Порошенко та ін.)

### Театр у бібліотеці
Зустрічі з акторами та режисерами театру у просторі бібліотеки (Таїсія Литвиненко, Альбіна Сотникова, Олександр Норчук, Олександра Гуменецька та ін.). Неформальне спілкування та творча «кухня»; камерні вистави ("Шкільний театр УКУ, «Імпро», «Плейбек театр», «Театр у кошику»).

### Бібліо-гніздечко
Дитячий простір у відділі «книги додому», де батьки можуть залишити малюка на декілька годин, щоб вирішити невідкладні справи. У нас працюють бібліоняні, які почитають книжку дитині, допоможуть її проілюструвати.

## Мистецькі виставки
Вікна бібліотеки імені Романа Іваничука прикрашають роботи художниці Дарії Альошкіної. Вони виготовлені за мотивами творів самого письменника. Жінка вважає це також гарною промоцією цього мистецтва: Перша робота — на його роман «Мальви», і тут ми придумали щоб зробити напис його. Тут ще є багато заплетених мотивів, які важко побачити. Якщо придивитися, можна побачити буквочки — вся абетка вплетена сюди. Зверху, бачите, тризуб наш і самі квіти мальви. Друга робота — напис «Бібліотека на ринку», яка зображає лого самого закладу. Третя — вислів Романа Іваничука: «В цій землі зарита твоя пуповина»: Тут такий ніби на твір «Манускрипт» його, ніби такий манускрипт скручений і така Оранта. Ніби як соборність України символізує.

У холі бібліотеки регулярно відбуваються персональні на групові виставки. 

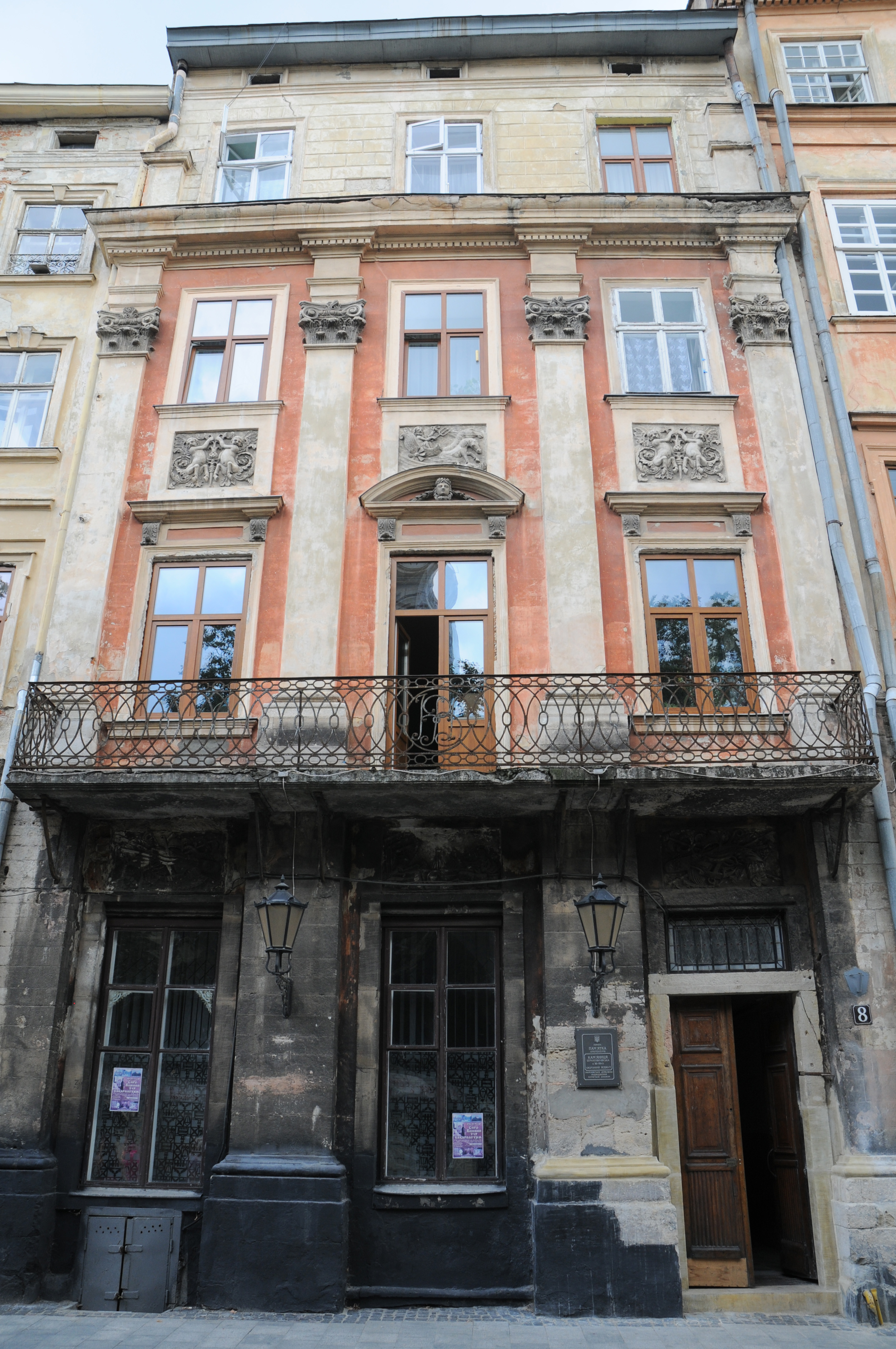
Фондосховище бібліотеки у кам'яниці на площі Ринок, 8

## Всеукраїнський форум військових письменників
Команда бібліотеки Іваничука виступила, як співорганізатор (разом із Департаментом з питань культури, національностей та релігій ЛОДА та Львівським Будинком офіцерів, а бібліотечний простір, як одні з головних локацій фестивалю.
Перший форум відбувся у травні 2019 року, на три дні об'єднав близько двох десятків військових письменників. Учасники — професійні військовослужбовці, мобілізовані на початку війни на сході України громадяни і добровольці, а також журналісти, які нині є творцями мілітарної літератури.
Серед учасників: Ілля Тітко, Петро Билина, Назар Розлуцький, Влад Якушев, Василь Піддубний, Микола Ніколаєв, Віталій Запека, Сергій Братчук, Володимир Тимчук, Андрій Кириченко, Олена Лотоцька, Максим Петренко, Олена Ластівка-Мокренчук, Оксана Бурега, Влад Сорд, Олександр Лисак, Петро Солтис, Максим Бутко, Олена Ілюшина, Олексій Бешуля, Артемій Кірсанов, Сергій Дзюба, Валерія Борщевська, Володимир Регеша, Володимир Бруньковський, Ірина Вовк, Андрій Лотоцький, Володимир Коротя, Євгенія Подобна.
Видавництва-партнери представлені на форумі: Видавництво Білка, Дім Химер, Видавництво Пропала грамота, Видавництво ДІПА.
У 2023 році бібліотека виграла грант на майже 170 тис. грн на проєкт «Слідом за Голосами» — презентації у різних куточках України книги антології військових письменників «Голоси». Тексти для книги збирали впродовж 2022 року й видали їх у грудні 2023 року.
У 2024 році в пам'ять про загиблого військовослужбовця та письменника, учасника Форуму військових письменників Василя Паламарчука бібліотека заснувала літературної премії імені Василя Паламарчука.

## Волонтерський центр на площі Ринок, 9
З перших днів повномасштабного вторгнення у бібліотеці організовано волонтерський центр, який займається плетінням маскувальних сіток та пошиттям українських стягів. Відбуваються курси української мови для ВПО. 